# Juramento (Minas Gerais)
Juramento – miasto i gmina w Brazylii, w stanie Minas Gerais.